# Siriella anomala
Siriella anomala är en kräftdjursart som beskrevs av Hansen 1910. Siriella anomala ingår i släktet Siriella och familjen Mysidae. Inga underarter finns listade i Catalogue of Life.